# Courtenay Ágnes
Courtenay Ágnes (kb. 1134 – kb. 1184) a Courtenay-ház egyik legnagyobb befolyással bíró tagja a Jeruzsálemi Királyságban, II. Joscelin edesszai gróf és Szahjúni Beatrix leánya, Amalrik jeruzsálemi király első felesége, IV. Balduin jeruzsálemi király és Szibilla jeruzsálemi királynő anyja. Amalrik elvált tőle, hogy király lehessen, fia uralkodása alatt azonban komoly hatalomra tett szert az államügyekben. Noha az országbárók nagy része nem bízott benne, sokszor keresztül tudta vinni akaratát, régenseket választott, illetve túrt ki pozíciójukból, meghatározta, hogy ki legyen a jeruzsálemi pátriárka, ám leánya férjhez adásával a Szentföld végzetét is előidézte. A krónikák négy férjén kívül számos szeretőjét vélik ismerni, egy jelentős történész a latin Kelet femme fatale-jának nevezte.

## Ifjúkora
A Courtenay család a legészakibb keresztes államban, az Edesszai Grófságban uralkodott 1118 óta, amikor a Jeruzsálem trónját elfoglaló II. Balduin átengedte a grófságot szövetségesének, I. Joscelinnek. Joscelin halála után fiáé, II. Josceliné lett a hatalom, Turbesszel erődjével és városával együtt, de folyamatos harcot kellett vívnia az Edesszát mindenfelől körülvevő muszlim szomszédokkal. Ágnes a grófságban töltötte gyermekkorát, míg 1144-ben Imád ad-Dín Zangi atabég be nem vette a várost. A család ekkor Turbesszel erődjében húzta meg magát.
Ágnest 13–15 éves korában feleségül vette Marasi Rajnald, aki azonban nem sokkal később, 1149-ben, a második keresztes hadjárat során elesett az inábi csatában. A következő évben Marast elfoglalták a törökök, Joscelin gróf pedig, aki vissza akarta hódítani Edesszát, fogságba esett, Núr ad-Dín Mahmúd zangida fejedelem megvakíttatta, és Aleppóban tömlöcbe vetette. Ágnes anyja, Szahjúni Beatrix két gyermekével, Ágnessel és Joscelinnel antiochiai birtokára, Szahjún (Saone) várába menekült (amelyet első férjétől, Zardanai Vilmostól örökölt), Turbesszelt és a többi megmaradt erődöt pedig eladta a Bizánci Birodalomnak, ám azok még abban az évben szintén Núr ad-Dín kezére kerültek.
Egyes források szerint Ágnest 1157-ben vagy előtte, még Antiochiában eljegyezte vagy talán feleségül is vette Ibelin Hugó. Annyi bizonyos, hogy mire Ágnes anyjával együtt a Jeruzsálemi Királyságba érkezett, Hugó fogságba esett Banijasznál. 1157-ben Amalrik jaffai és aszkaloni gróf, a jeruzsálemi trón várományosa vette feleségül Ágnest, miután a Lignages d'Outremer szerint egyszerűen elrabolta. 1159-ben Ágnes apja meghalt az aleppói tömlöcben.
Ágnes két gyermeket szült Amalriknak: Szibillát 1158 körül, és Balduint 1161-ben.

## A házasság felbontása

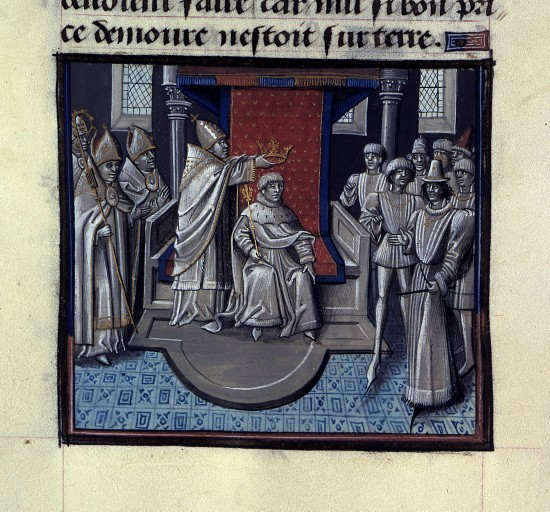
Amalrik megkoronázása

1162-ben váratlanul meghalt Amalrik bátyja, a gyermektelen III. Balduin, és Amalrik lett a király. Ágnes politikai érdekek céltáblájává vált: bátyja, III. Joscelin birtokolta ugyan a grófi címet, de birtoka nem volt, Edessza teljes egészében az ellenség kezére került. A királyi nagytanács vagyis a jeruzsálemi Legfelsőbb Bíróság tagjai úgy vélhették, ha Ágnes királyné lesz, az Joscelin és az edesszai urak ambícióját fogja növelni. Sőt, ha igaznak bizonyulna, hogy korábban nemcsak jegyese, hanem felesége is volt Ibelin Hugónak, mint Hans E. Mayer állítja, az a bigámia vádját is felvetheti. Ráadásul a Türoszi Vilmos krónikájának folytatása (amelyet egyesek szerint Ernoul írt) Ágnes erkölcseit is kikezdi: „egy ilyen nő nem lehet Jeruzsálem magasztos városának királynéja”. A krónika és folytatása azonban általában véve is elfogult Ágnessel és a Courtenaykkel szemben, így megbízhatósága ezen a téren kétséges. Tény, hogy Ágnes következő két, szintén előnyös házasságkötése idején senki sem állt elő ilyen kifogásokkal, mindazonáltal Mayer „a latin Kelet femme fatale-jának” nevezi.
A vezető országbárók mindenesetre nem voltak hajlandók elfogadni Amalrikot királyukul, ha nem válik el Ágnestől. Amalrik beleegyezett a dologba, de kikötötte, hogy gyermekeik, Balduin és Szibilla törvényes utódok és trónvárományosok maradnak, Ágnes pedig megtarthatja grófnői címét és Jaffa–Aszkalon bevételeinek egy részét. A házasságot végül vérrokonság miatt annullálták: mindkettejüknek I. Montlhéry Guidó északfrancia nemesúr volt az ükapja.

## Amalrik uralma alatt
Ágnes társadalmi helyzete tehát biztosítva volt, de a gyermekei életében többé nem vehetett részt. Balduint Türoszi Vilmos nevelte az udvarnál, Szibillára pedig nagy-nagynénje, Ioveta hercegnő felügyelt a betániai Szent Lázár-kolostorban. Amalrik 1167-ben politikailag előnyös házasságot kötött Komnéna Máriával, I. Manuél bizánci császár unokahúgával. Ágnesnek ekkoriban már semmilyen befolyása nem volt az udvarnál: házassága felbontása után nem sokkal, 1163-ban hozzáment vagy ismét hozzáment Ibelin Hugóhoz, aki azonban 1169 körül, egy Santiago de Compostela-i zarándoklat közben vagy előtt meghalt.
1170-ben Ágnes Szidóni Rajnald felesége lett. A házasság valószínűleg tizennégy éven át, a haláláig tartott. A Türoszi krónikájában van egy zavarba ejtő rész, amelyből egyes történészek arra következtettek, hogy Rajnald apja vérrokonságra hivatkozva felbontatta a házasságukat, de ez valószínűtlen: Rajnald apja ekkor már nem élt, a szóban forgó passzus Bernard Hamilton szerint inkább az Amalrikkal kötött frigyre utalhat. A Türoszi és a hivatalos oklevelek mindenesetre végig Rajnald feleségeként említik Ágnest. Egy 1179. decemberi oklevéltanúsítványon a neve („Ágnes szidóni grófnő”) a férjéé előtt áll. A pletykák számos szeretőjét említik, ami kedvenc témája a populáris történészeknek és regényíróknak, holott valakinek a politikai felkarolása nem feltétlenül jelzett személyes kapcsolatot, Rajnald pedig aligha lett volna elnéző férj.

## IV. Balduin uralma alatt

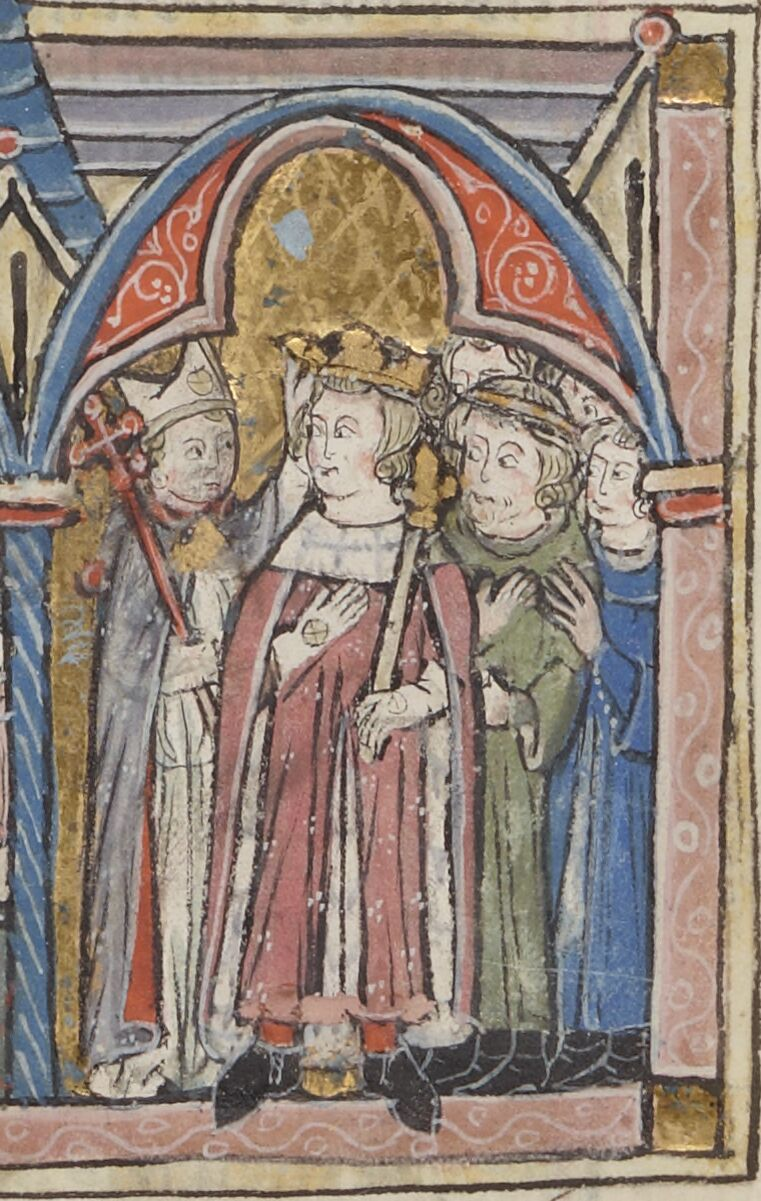
IV. Balduin megkoronázása

Amalrik 1174-ben meghalt, és kiskorú, leprás fia, IV. Balduin lett az utóda. Első régenseként nemhivatalosan az addigi udvarnagy, Plancyi Miles szolgált, de még abban az évben felváltotta III. Rajmund tripoliszi gróf, Amalrik első unokatestvére, aki bírta mind Szidóni Rajnald, mind Ágnes sógorai, Ibelin Balduin és Ibelin Balian támogatását. Ágnes visszatérhetett az udvarba, és új kapcsolatot alakíthatott ki fiával, akitől annak csecsemőkorában választották el. Később elkísérte a Legfelsőbb Bíróság tárgyalásaira, sőt a hadjáratokra is, amelyekben Balduin még akkor is részt kívánt venni, amikor már alig látott, és nem tudta használni a végtagjait.
Komnéna Mária, az özvegy királyné, akinek többé nem jutott szerep az udvarban, visszavonult nábluszi uradalmába. Mivel neki is voltak tervei Amalriktól született lánya, Izabella trónutódlásával kapcsolatban, rossz volt a viszonya Ágnessel. Szibillát, amikor férjhez adható korba ért, visszavitták a zárdából az udvarba. Balduin 1176-ban hozzáadta Montferrati Vilmos észak-itáliai nemesúrhoz. Jaffa és Aszkalon grófsága, amelyet korábban mint trónörökös Amalrik birtokolt, és amelynek címét Amalrik halála után Ágnes is megkapta, most Vilmosé, a trónvárományos férjéé lett. Vilmos azonban egy évvel később váratlanul meghalt; Szibilla ekkor már terhes volt tőle a jövendő V. Balduin királlyal.
1177-ben politikai válság alakult ki a királyságban. A Szentföldre érkezett I. Fülöp flamand gróf, és mint a király legközelebbi kinn tartózkodó rokona magának követelte a régensséget, ugyanis éppúgy unokája volt Fulkó királynak, mint IV. Balduin, míg Tripoliszi Rajmund távolabbi rokonnak számított: anyja, Hodierna IV. Balduin nagyanyjának, Melisendának volt a húga. Fülöp ráadásul saját vazallusaival akarta összeházasítani Szibillát és Izabellát. Izabella még gyermek korú volt, Szibillának pedig rangon aluli lett volna egy ilyen frigy. Az Ibelin Balduin által dominált Legfelsőbb Bíróság elutasította Fülöp követeléseit. Balduin ugyancsak 1177-ben betöltötte tizenötödik évét, vagyis nagykorú lett, így nemcsak Tripoliszi Rajmundnak kellett leköszönnie a régensi tisztségről, hanem Fülöp sem pályázhatott rá.
Immár mint a teljes jogú király anyja, Ágnes fontos szerepet játszott az udvarban, bár ezt Türoszi Vilmos és krónikájának folytatói eltúlozzák. Fivérének, Joscelinnek, Edessza címzetes urának kiváltására a muszlimok rabságából 50 000 bizánci aranyat vett ki az államkincstárból, és előléptette Jeruzsálem udvarnagyává, unokaöccse, a király pedig engedélyezte Joscelinnek, hogy feleségül vegye Millyi Ágnes gazdag örökösnőt. Balduin megbízott anyjában és nagybátyjában, és igénybe vette a támogatásukat, hiszen nem kellett attól félnie, hogy a trónjára törhetnek, ellentétben apja unokatestvérével, Tripoliszi Rajmunddal, aki II. Balduin unokájaként magának követelhette volna a királyságot.
Ágnes 1179-ben Lusignan Imrét neveztette ki Jeruzsálem országkapitányává, vagyis főhadparancsnokává. Imre mint Ibelin Balduin veje 1174-ben fordult meg először az udvarban; lehetséges, hogy Ágnes ezzel az előléptetéssel politikai téren el akarta távolítani felesége családjától. A Türoszi krónikájának ófrancia folytatása, amely erősen Ibelin-párti, azt állítja, a dolog közvetlen oka az, hogy Imre Ágnes szeretője volt. 1180-ban Balduin Ágnesre hagyta az új jeruzsálemi pátriárka kiválasztását, és ő Türoszi Vilmos kancellár ellenében Heraclius caesareai érsek mellett döntött. Az emiatti neheztelés is oka lehet Vilmos ellenségességének Ágnessel szemben; a krónika folytatása egyenesen azt állítja, hogy Heraclius is szeretője volt Ágnesnek. Mindenesetre volt precedens arra, hogy a király anyja jelöljön ki egyházi méltóságokat: Melisenda is megkapta ezt a jogot fiától, III. Balduintól.
Ibn Dzsubajr muszlim utazó művében „a disznó”-nak titulálja IV. Balduint, Ágnest pedig „a kocá”-nak. Vélhetőleg bevett csúfnevük volt ez Outremer (a „Tengerentúl”, vagyis a Szentföld) muszlim lakossága körében.

## Politikai házasságkötések

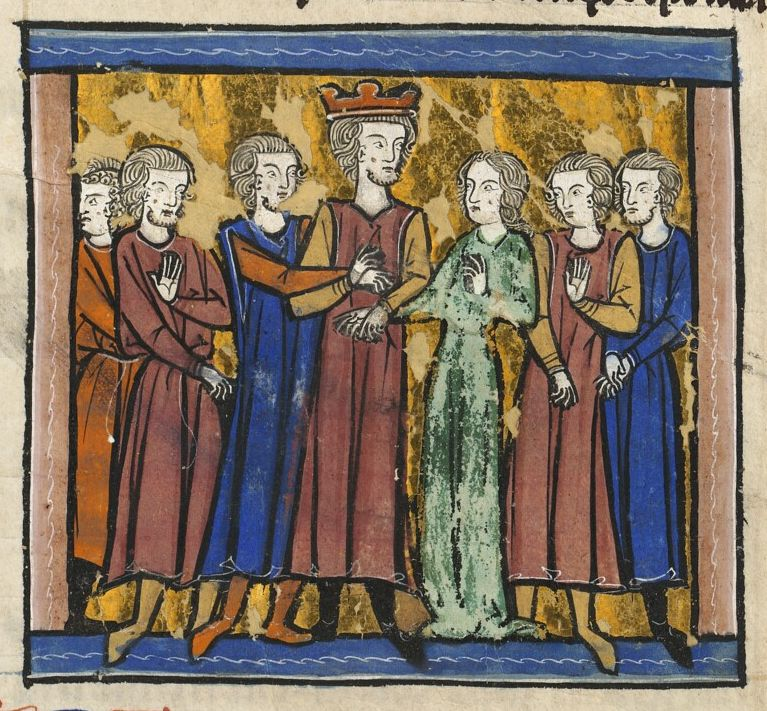
Guidó és Szibilla házasságkötése

További kísérletek történtek, hogy Szibillának férjet keressenek. 1180 húsvétján Tripoliszi Rajmund és III. Bohemund antiochiai fejedelem kisebb hadsereggel lépett be a királyság földjére, hogy változtatásokat kényszerítsenek ki a szerintük meggyengült ország politikájában. Fő céljuk az lehetett, hogy Szibilla hercegnőt, a trónörököst egy maguk közül valóhoz adják feleségül, alighanem Ibelin Balduinhoz, aki kétszer olyan idős volt, mint a hercegnő. Közben IV. Balduin tárgyalásokat folytatott e célból III. Hugó burgundiai herceggel, akinek azonban éppen nézeteltérése támadt a frissen trónra lépett Fülöp Ágosttal, Balduin pedig, hogy Rajmund és Bohemund tervét meghiúsítsa, anyja tanácsára hamarjában hozzáadta Szibillát Lusignan Guidóhoz, Lusignan Imre öccséhez. A Lusignanok II. Henrik angol király zabolátlan hűbéresei voltak, és Henriknek is érdekében állhatott, hogy távol tartsa őket Poitou-tól. Ráadásul Henrik cserébe katonai támogatást is nyújthatott Guidónak, mert a pápa régóta sürgette, hogy a Becket Tamás-ügyért szentföldi zarándokúttal vezekeljen. Türoszi Vilmos a történet összefoglalójához hozzáteszi: már csak azért is sietni kellett, mert „történtek bizonyos dolgok”. Ez arra látszik utalni, amit Howdeni Roger a Gesta Henrici II et Gesta Regis Ricardi krónikában kerek perec kimond: Szibilla ekkor már Guidó szeretője volt, s amikor Balduin erre rájött, ki akarta végeztetni Guidót, és csak a templomosok kérésére kegyelmezett meg neki, s nyugodott bele a házasságba.
A Türoszi-krónika folytatása romantikus színben tünteti fel Ibelin Balduin udvarlását, és ismét Ágnesre osztja a gonosz szerepét. A szerző szerint Szibilla és Ibelin Balduin szerelmes volt egymásba, még leveleket is váltottak, amikor Balduin Szaladin fogságába esett az 1179-es Mardzs Ajjún-i csatában, s ezekben a levelekben Szibilla megígérte, hogy Balduin felesége lesz, amint az kiszabadul. Tény, hogy Szaladin példátlanul nagy váltságdíjat, 200 000 bizánci aranyat kért Balduinért, amelynek nagy részét I. Manuél bizánci császár, Komnéna Mária (ekkor már Ibelin Balian felesége) nagy-nagybátyja fizette ki. A történet szerint miközben Ibelin Balduin Bizáncban járt, Ágnes rábírta Szibillát, hogy Guidóhoz menjen nőül.
1183-ban az immár majdnem teljesen vak és ágyhoz kötött IV. Balduin régensévé nevezte ki Lusignan Guidót. Guidó tehetetlen, hatalmával visszaélő helyettesnek bizonyult, nem törődött azzal sem, hogy Châtillon Rajnald muszlim tevekaravánok lemészárolásával diplomáciai válságot robbantott ki Jeruzsálem, valamint Egyiptom és Szíria között. Amikor Szaladin ostrom alá vette Rajnald várát, Kerakot, Balduinnak kellett felvonulnia ellene a jeruzsálemi haddal. (Kerakban éppen akkor ülték Izabella hercegnő és IV. Toroni Henfrid esküvőjét.)

## Visszavonulása és halála
1183-ban Balduin kísérletet tett húga házasságának felbontására, de eredménytelenül: Guidó szembeszállt a királyi paranccsal, és bevette magát Aszkalonba. Balduin ekkor anyja javaslatára társkirállyá koronázta unokaöccsét, a gyermek V. Balduint, vagyis megfosztotta Szibillát és Guidót az örökléstől, és neki is Tripoliszi Rajmundot jelölte ki régensül. Úgy rendelkezett, ha Balduin kiskorúan halna meg, anyaági rokona, az angol király, és apaági rokonai, a francia király és a német-római császár döntsenek, Szibilla vagy Izabella trónigényét támogatják-e. 1184-ben anyjának, Ágnesnek adományozta a toroni uradalom haszonélvezeti jogát.
Ágnes 1184 második felében halt meg akkói birtokán. Özvegye, Szidóni Rajnald 1187-ben vagy 1190-ben feleségül vette Helvist, Ibelin Balian és Komnéna Mária idősebbik lányát. IV. Balduin 1185 tavaszán hunyt el, egy évvel később, 1186 nyarán pedig V. Balduin is elhalálozott. Puccsszerű eljárással Szibilla követte őket a trónon, férjével, Guidóval mint királlyal. Ibelin Balduin nem volt hajlandó hűséget esküdni Guidónak, inkább önkéntes száműzetésbe vonult az Antiochiai Fejedelemségben.

## Emlékezete
A populáris irodalomban Ágnes alakjára rányomta bélyegét Türoszi Vilmos és Ernoul elfogult ábrázolása. Zofia Kossak-Szczucka lengyel írónő A leprás király című könyvében, Graham Shelby Sötét lovagok és Hiú királyok című regényeiben egyaránt korosodó szajhaként jelenik meg, akitől (Shelbynél) még szeretője, a pátriárka is undorodik.
A Courtenay-ház egy másik nő tagja az idősebbik, Capeting-ágról Jolán néven 1215-ben II. András magyar király második felesége lett.

## Fordítás
Ez a szócikk részben vagy egészben  az   Agnes of Courtenay című angol Wikipédia-szócikk ezen változatának fordításán alapul.  Az eredeti cikk szerkesztőit annak laptörténete sorolja fel. Ez a jelzés csupán a megfogalmazás eredetét és a szerzői jogokat jelzi, nem szolgál a cikkben szereplő információk forrásmegjelöléseként.